# Аллілуєв Сергій Якович
Сергі́й Я́кович Аллілу́єв (1866, Рамоньє — †1945) — революціонер-більшовик, партійний діяч. Тесть Йосипа Сталіна.

## Біографічні відомості
Народився в сім'ї селянина в селі Рамоньє (нині - Рамоння) Новохоперського повіту Воронезької губернії.
1896 року вступив до Тіфліської соціал-демократичної організації. В роки першої російської революції і в період підготовки Жовтневого перевороту провадив активну партійну роботу в Москві, Закавказзі, Петербурзі.
У липневі дні 1917 року на квартирі Аллілуєва переховувався Володимир Ленін. У перші роки Радянської влади Аллілуєв брав участь у створенні і налагодженні ряду промислових підприємств, у будівництві Шатурської гідроелектростанції, у відбудові Криворізького рудного басейну.
Під час громадянської війни провадив підпільну роботу в Україні. В час Німецько-радянської війни Аллілуєв, тяжко хворий, займався громадською та літературною діяльністю.
1946 року видано його книгу «Пройдений шлях».

## Родина
Одружився в 1893 році на мешканці Тифліса Ользі Євгеніївні Федоренко (1877 - 1951).
Мав четверих дітей - Павло (1894 - 1938), Ганну (1896 - 1964), Федора (1898 - 1955) і Надію (1901 - 1932). Надія Аллилуева стала дружиною генсека СРСР Йосипа Сталіна, покінчила життя самогубством.